# Illés Anna (grafikus)
Illés Anna (Budapest, 1960. január 26. –) grafikus.

## Élete
1983-tól 1988-ig tanult a Magyar Képzőművészeti Főiskola sokszorosító grafika szakán, mesterei Kocsis Imre és Raszler Károly voltak. A Fiatal Képzőművészek Stúdiója tagjai között tudhatta, a makói grafikai, valamint a gyermelyi papírművésztelepen is dolgozott. Munkáiban felhasználja az ősi kultúrák jelei és jelképrendszereit. Műveit modern grafikai technikákkal készíti, mint pl. szitanyomás, de műanyagfóliával és celofánnal is dolgozik. Készít illusztrációkat és alkalmazott grafikákat.

## Egyéni kiállítások
- 1991 • Barcsay Terem, Budapest

## Válogatott csoportos kiállítások
- 1986 • Plein Air, Magyar Képzőművészeti Főiskola
- 1987 • Alternatívok, Magyar Építőművészek Szövetsége, Budapest
- 1989 • Vajdahunyadvár, kerengő, Budapest
- 1990 • Academische Genootschap G., Eindhoven (NL) • Makói művésztelep, Makó
- 1991 • Stúdió '91, Magyar Nemzeti Galéria, Budapest
- 1993 • Könyvtárgyak, Országos Széchényi Könyvtár, Budapest

## Megjelent illusztrációi
- Klinger L.: Német nyelvkönyv gyerekeknek 1-2., Székesfehérvár, é. n.
- Jelképtár, 1990 [többekkel]
- Sámánkönyv, 1994 [többekkel]
- Babits Mihály: Laodameia, 1999
- Illés É.: Angliában minden másképpen van, 1999

## Művek közgyűjteményekben
- A makói művésztelep gyűjteménye • Petőfi Irodalmi Múzeum, Budapest.